# Iaz, Bacău
Iaz este un sat în comuna Strugari din județul Bacău, Moldova, România.